# Rhagoletis ribicola
Rhagoletis ribicola
 es una especie de insecto del género Rhagoletis, familia Tephritidae, orden Diptera. Doane la describió en 1898.
El adulto mide 4-5 mm, la larva, 7-9 mm. La larva se alimenta de las frutas de varias especies de Ribes. Se encuentra en el oeste de Norteamérica.